# Льюис, Дэвид Малкольм
Дэ́вид Малко́льм Лью́ис  (7 июня 1928, Лондон — 12 июля 1994, Оксфорд) — видный британский историк древнего мира и эпиграфист (Древняя Греция V—IV вв. до н. э., империя Ахеменидов).

## Биография
1945—1949 — получает классическое образование в Оксфорде, где изучает греческий и латинский языки, философию и историю древнего мира.
1949—1951 — проходит службу в королевской армии, затем продолжает образование в Принстоне и Нью-Джерси, после чего возвращается в Оксфорд.
1952—1955 — старший научный сотрудник в Новом колледже.
1954—1955 — младший научный сотрудник в Корпусе-Кристи-Колледже.
1955—1985 — преподаватель истории древней Греции в Крайст-Чёрч (колледж Церкви Христовой).
С 1956 становится преподавателем греческой эпиграфики в Оксфордском университете.
1974 — избран членом британской академии.
1985 — получает кафедру древней истории. В этом же году становится членом-корреспондентом Немецкого археологического института.

## Научный вклад
Малкольм Дэвид Льюис — один из первых историков, осознавших значимость изучения истории Ахеменидской империи (путём анализа эламских табличек) для исследования истории Древней Греции. Льюис, будучи эпиграфистом, анализирует древние тексты, на основании которых приходит к различным выводам, связанными с историческими событиями Древней Греции. Ученый осознает всю важность эламских текстов Персеполя для понимания функционирования Ахеменидской державы и в 1976 выступает в университете Цинциннати со своими идеями. Лекции Льюиса поражают традиционных историков, благодаря чему и устанавливаются активные контакты Малкольма Дэвида Льюиса с учеными из института в Чикаго по изучению данной проблематики. Занимаясь изучением, анализом древнего материала, открывает новые сведения в отношениях греков и персов в V—IV вв. до н. э.
На протяжении своей научной деятельности создает обширную базу работ, посвященных империи Ахеменидов: от статей студентов до исследований докторов наук. Являясь высококвалифицированным филологом, понимая всю сложность эламского языка (особенно периода между 510 и 459), он организует небольшую исследовательскую группу в Оксфорде, состоящую из коллег и студентов, для изучения эламских надписей.
Льюис внес, таким образом, большой вклад в изучение греко-персидских отношений периода правления Ахеменидской династии. До сегодняшнего дня исследования ученого не перестают быть актуальными и востребованными научным сообществом. Льюис — историк, писавший в лаконичной форме, использовавший строгий сжатый стиль, за счет чего его работы, с одной стороны, последовательны и четки, однако для их понимания читатель должен обладать довольно глубокими познаниями в истории и филологии. Высоко ценил его Майкл Джеймсон.
Льюис является одним из редакторов Кембриджской истории древнего мира (тома IV, V и VI).

### Русские переводы трудов Д. Льюиса
- Тирания Писистратидов // Кембриджская история древнего мира. М., 2011. Т. IV. C. 347—367.
- Источники, хронология, метод // Кембриджская история древнего мира. М., 2014. Т. V. C. 12—28.
- Материковая Греция, 479—451 годы до н. э. // Кембриджская история древнего мира. М., 2014. Т. V. C. 129—161.
- Тридцатилетний мир // Кембриджская история древнего мира. М., 2014. Т. V. C. 162—195.
- Архидамова война // Кембриджская история древнего мира. М., 2014. Т. V. C. 462—538.
- Спарта в роли победителя // Кембриджская история древнего мира. М., 2017. Т. VI, полутом 1. C. 40—65.
- Сицилия // Кембриджская история древнего мира. М., 2017. Т. VI, полутом 1. C. 153—197.